# Tylophora nana
Tylophora nana är en oleanderväxtart som beskrevs av C. K. Schneider. Tylophora nana ingår i släktet Tylophora och familjen oleanderväxter. Inga underarter finns listade i Catalogue of Life.